# ويل جيمس
ويل جيمس (بالإنجليزية: Will James)‏ هو لاعب اتحاد الرغبي بريطاني، ولد في 22 ديسمبر 1976 في بليموث في المملكة المتحدة.

## وصلات خارجية
- ويل جيمس على موقع دوري الرغبي الممتاز (الإنجليزية)
- ويل جيمس عل موقع إسبنسكروم (الإنجليزية)
- ويل جيمس على موقع ItsRugby.co.uk (الإنجليزية)